# 科西卡兰
科西卡兰（Kosi Kalan），是印度北方邦Mathura县的一个城镇。总人口45684（2001年）。

## 人口
该地2001年总人口45684人，其中男性24581人，女性21103人；0—6岁人口8310人，其中男4452人，女3858人；识字率50.57%，其中男性为58.62%，女性为41.19%。